# North Walsham
North Walsham [nʊəθ ˈwɔːlʃəm] est un bourg dans le comté du Norfolk, en Angleterre, plus précisément à 12 km au sud de Cromer.
En 2001, la ville recensait 11 998 habitants.